# San Fernando (La Union)
San Fernando é um cidade de  terceira classe de renda da cidade (d) na província La Union, nas Filipinas. De acordo com o censo de 1 de maio  de  2020 possui uma população de 125 640 pessoas e 32 184 domicílios.